# Gornja Badanja
Gornja Badanja (en serbe cyrillique : Горња Бадања) est un village de Serbie situé sur le territoire de la Ville de Loznica, district de Mačva. Au recensement de 2011, il comptait 472 habitants.

## Démographie

### Évolution historique de la population
| 1948  | 1953  | 1961  | 1971  | 1981 | 1991 | 2002 | 2011 |
| ----- | ----- | ----- | ----- | ---- | ---- | ---- | ---- |
| 1 324 | 1 289 | 1 246 | 1 077 | 901  | 688  | 598  | 472  |

|  |